# Municipio de Hayes (condado de Stafford)
El municipio de Hayes (en inglés: Hayes Township) es un municipio ubicado en el condado de Stafford en el estado estadounidense de Kansas. En el año 2010 tenía una población de 196 habitantes y una densidad poblacional de 2,1 personas por km².

## Geografía
El municipio de Hayes se encuentra ubicado en las coordenadas 38°7′47″N 98°38′16″O / 38.12972, -98.63778. Según la Oficina del Censo de los Estados Unidos, el municipio tiene una superficie total de 93.29 km², de la cual 93,29 km² corresponden a tierra firme y (0 %) 0 km² es agua.

## Demografía
Según el censo de 2010, había 196 personas residiendo en el municipio de Hayes. La densidad de población era de 2,1 hab./km². De los 196 habitantes, el municipio de Hayes estaba compuesto por el 96,43 % blancos, el 0,51 % eran afroamericanos, el 0,51 % eran amerindios, el 1,53 % eran de otras razas y el 1,02 % eran de una mezcla de razas. Del total de la población el 4,59 % eran hispanos o latinos de cualquier raza.